# SN 2011gu
SN 2011gu – supernowa typu Ia-pec odkryta 14 października 2011 roku w galaktyce NGC 7485. W momencie odkrycia miała maksymalną jasność 18,00m.